# Campeonato de Francia de Rugby 15 1927-28
El Campeonato de Francia de Rugby 15 1927-28 fue la 32.ª edición del Campeonato francés de rugby, la principal competencia del rugby galo.
El campeón del torneo fue el equipo de Pau quienes obtuvieron su primer campeonato.

## Desarrollo

### Segunda Fase
| Equipo          | Puntos   |
| --------------- | -------- |
| Toulouse        | 8 puntos |
| Béziers         | 6 puntos |
| Stade Bordelais | 5 puntos |
| Soustons        | 5 puntos |

| Equipo         | Puntos   |
| -------------- | -------- |
| Pau            | 9 puntos |
| Stade Français | 7 puntos |
| US Perpignan   | 5 puntos |
| FC Lyon        | 3 puntos |

| Equipo          | Puntos   |
| --------------- | -------- |
| US Quillan      | 8 puntos |
| Perpignan       | 7 puntos |
| Lourdes         | 5 puntos |
| Stade Hendayais | 4 puntos |

| Equipo      | Puntos   |
| ----------- | -------- |
| Toulon      | 9 puntos |
| SA Bordeaux | 5 puntos |
| Racing      | 5 puntos |
| Carcassone  | 5 puntos |

### Semifinal
| abril de 1928 | Toulouse | 0 - 13 | Quillan |  |  |

| abril de 1928 | Pau | 3 - 0 | Toulon |  |  |

### Final
| 6 de mayo de 1928 | Pau | 6 - 4   | Quillan | Stade des Ponts Jumeaux, Toulouse |  |
|                   |     | Reporte |         |                                   |  |

| Bandera de Francia |
| Campeón Pau        |
| Primer título      |